# Biserica de lemn din Runcușor

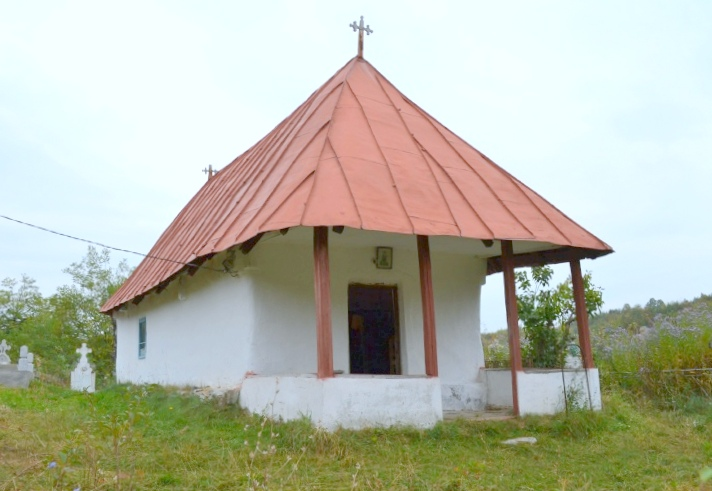
Biserica de lemn „Sfântul Mare Mucenic Gheorghe” din Runcușor, comuna Bala, județul Mehedinți.

Biserica de lemn din Runcușor, comuna Bala, județul Mehedinți, a fost construită în secolul XIX (1834). Are hramul „Sfântul Mare Mucenic Gheorghe”. Biserica se află pe lista monumentelor istorice sub codul LMI:  MH-II-m-B-10393.

## Istoric și trăsături
La Runcușor este un caz singular întâlnit, la bisericile din Plaiul Cloșani, când clopotnița nu se află în apropierea bisericii, ea fiind amplasată la drumul principal ce străbate satul, semnalând existența bisericii în apropiere, dar ascunsă vederii, o bisericuță înconjurată de crucile din cimitir. În anuarul pe 1900 ea este consemnată ca biserică de lemn, cu hramul Sfântul Gheorghe, construită în anul 1834, avându-l ca preot la 1900 pe G. Izverceanu, iar epitrop pe Gh. P. Mănescu.
Pe latura vestică are un pridvor din lemn, deschis, sprijinit pe patru stâlpi. Biserica este tencuită, cu ferestre mici, fără zugrăveli exterioare sau interioare. Toate aceste trăsături, la care se adaugă peretele plin dintre naos și pronaos și clopotnița separată de corpul bisericii, îi dau o notă de arhaicitate, biserica putând fi mai veche, mai ales că nu are nici o pisanie care să confirme datarea.
În interior se remarcă catapeteasma, ușile și icoanele împărătești. Catapeteasma cuprinde trei rânduri de icoane bine lucrate, despărțite printr-un motiv geometric format din linii care se întretaie, iar în partea de sus se află un motiv floral, spiralat. Chiar lângă boltă este crucea cu Răstignirea Mântuitorului, având alături două molene cu chipuri feminine, iar în părțile laterale Soarele și Luna.
Icoanele împărătești: în partea centrală Mântuitorul și Maica Domnului stau pe câte un jilț și sunt zugrăviți în culori sobre, cu straie aurii și coroană pe cap. În partea stângă icoana Arhanghelul Mihail, cu sabia ridicată, iar în partea dreaptă se află icoana de hram, Sfântul Mare Mucenic Gheorghe.